# LOH 2028 Chomutov
LOH 2028 Chomutov je český ženský basketbalový klub, který sídlí v Chomutově, v Ústeckém kraji.
Klub byl založen v roce 2024 a od svého počátku se účastní nejvyšší ženské basketbalové ligy. Jméno LOH 2028 odkazuje na Letní olympijské hry 2028 v Los Angeles, na které chce tento klub připravit mladé hráčky.
Své domácí zápasy hraje v chomutovské městské sportovní hale.

## Umístění v jednotlivých sezonách
Legenda: ZČ - základní část, červené podbarvení - sestup, zelené podbarvení - postup, fialové podbarvení - reorganizace, změna skupiny či soutěže
| Česko   |                   |           |        |    |          |
| Sezóna  | Název v ročníku   | Úroveň    | Soutěž | ZČ | Play-off |
| 2024/25 | LOH 2028 Chomutov | 1. úroveň | ŽBL    |    |          |